# Mimela nigritarsis
Mimela nigritarsis är en skalbaggsart som beskrevs av Lin 1990. Mimela nigritarsis ingår i släktet Mimela och familjen Rutelidae. Inga underarter finns listade i Catalogue of Life.